# Guadalupe, Spanien
Guadalupe är en ort och kommun i provinsen Cáceres i den autonoma regionen Extremadura i västra Spanien. Orten ligger cirka 89,5 kilometer öster om Cáceres. Kommunen har 1 752 invånare (2024), på en yta av 68,19 km². Santa María de Guadalupes kungliga kloster ligger i Guadalupe.